# (33028) 1997 QN
1997 كيو أن (ويعرف أيضًا باسم (33028) 1997 كيو أن وفق تسمية الكوكب الصغير) (بالإنجليزية: 1997 QN)‏ هو كويكب ضمن حزام الكويكبات؛ وترتيبه 33028 من حيث الاكتشاف.
اكتُشف هذا الجُرم الفلكي بواسطة Atsushi Sugie ‏ في 24 أغسطس 1997.

## وصلات خارجية
- (33028) 1997 QN في قاعدة بيانات مختبر الدفع النفاث لأجرام النظام الشمسي الصغيرة

- الاكتشاف · مخطط المدار ·  العناصر المدارية · المعلمات المادية

- (33028) 1997 QN على موقع ويكي سكاي: DSS2, SDSS, GALEX, IRAS, Hydrogen α, X-Ray, Astrophoto, Sky Map, Articles and images